# Дем'єнешть (комуна)
Дем'єнешть, Дем'єнешті (рум. Dămienești) — комуна у повіті Бакеу в Румунії. До складу комуни входять такі села (дані про населення за 2002 рік):
- Дем'єнешть (586 осіб)
- Дреджешть (336 осіб)
- Келугерень (918 осіб)
- Педурень (71 особа)

Комуна розташована на відстані 265 км на північ від Бухареста, 19 км на північ від Бакеу, 64 км на південний захід від Ясс.

## Населення
За даними перепису населення 2002 року у комуні проживали 1911 осіб.
Національний склад населення комуни:
| Національність | Кількість осіб | Відсоток |
| -------------- | -------------- | -------- |
| румуни         | 1910           | 99,9%    |
| угорці         | 1              | 0,1%     |

Рідною мовою назвали:
| Мова      | Кількість осіб | Відсоток |
| --------- | -------------- | -------- |
| румунську | 1910           | 99,9%    |
| угорську  | 1              | 0,1%     |

Склад населення комуни за віросповіданням:
| Релігія       | Кількість осіб | Відсоток |
| ------------- | -------------- | -------- |
| православні   | 1021           | 53,4%    |
| римо-католики | 890            | 46,6%    |